# 東海テレビ放送

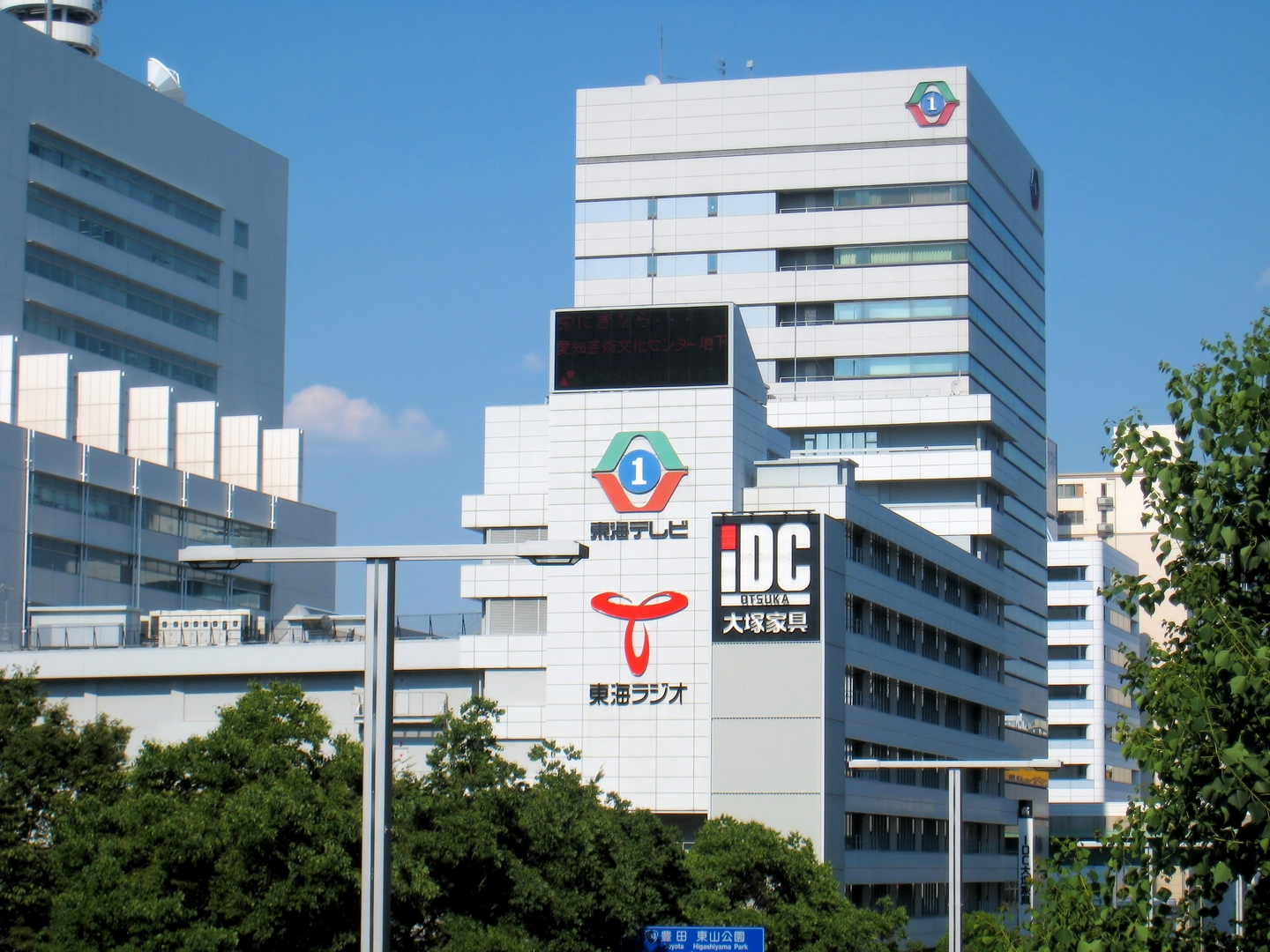
改修後の本社

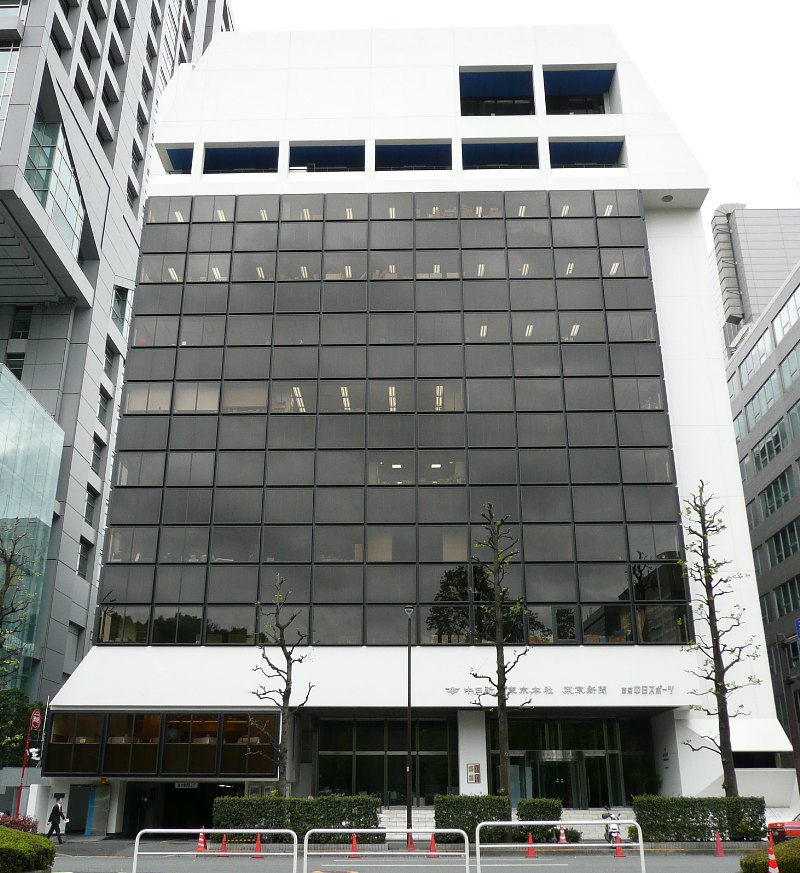
東海テレビ放送東京支社が入居する日比谷中日ビル

東海テレビ放送株式会社（とうかいテレビほうそう、英: Tokai Television Broadcasting Co., Ltd.）は、中京広域圏（東海3県）を放送対象地域とするテレビジョン放送事業を行っている特定地上基幹放送事業者。愛知県名古屋市東区に本社を置く在名テレビジョン放送局。

## 概要
FNN、FNSに加盟するフジテレビ系列局で、名古屋親局のコールサインはJOFX-DTV。物理チャンネルの21ch（空中線電力 3kW / ERP 34kW）はフジテレビと同じだがリモコンキーIDはフジテレビ系列で唯一の「1」（詳細は後述）である。英略称はTHKであるが使用されることはほぼなく、専ら東海テレビと局名で呼ばれている。
東海ラジオ放送とは、もともと親会社（＝東海ラジオ）・子会社（＝東海テレビ）という関係であった。同じ社屋を1961年（昭和36年）9月1日から供用していたほか、番組審議委員会などを共有していた。現在でも引き続き社屋（東海放送会館）の一部共用や報道部門の一部連携 、中日ドラゴンズの試合中継の共同広告・連携（テレビ中継後、東海ラジオへ案内する、新聞広告でラジオのナイターの宣伝も掲載する、アナウンサーを派遣する等）など関係が続いている。また近年は東海ラジオの番組に東海テレビからアナウンサーを出演させる番組（ONE STYLE、東海ラジオガッツナイター他）も増やしており、東海ラジオから東海テレビへアナウンサーがメインキャスターとして出演している（ニュースONE）など、人的交流が盛んである。また、健康保険組合も両社で共有しており、健保組合の名称はテレビもラジオも付かない「東海放送健康保険組合」である。
中部日本放送（CBCテレビ）とともに、中京テレビ放送（CTV）（現：日本テレビ（NNN・NNS）系列フルネット局）の開局に携った。同社初代社長を務めた佐藤信之助は東海テレビの出身。
2005年（平成17年）3月2日、他の放送局の株式を第三者名義でマスメディア集中排除原則の制限を超えて所有するという違反行為を、三重テレビなど複数の放送局に対して行っていたため、重い行政処分である総務大臣名による警告を受けた。なお、石川テレビ（23.45%）・富山テレビ（21.0%）については、隣接区域への出資比率規制緩和（1/5 → 1/3）により解消されている。
従来親会社であった東海ラジオ放送株式会社は、2005年（平成17年）5月31日に株式の一部を中日新聞社に売却した。この結果、議決権が50%以下となったため、親会社ではなく関連会社となっている。

当局をはじめとするクロスネット2局含めたFNN / FNS系列28社はACジャパン（旧・公共広告機構）の正会員企業の一つであり、不祥事が発生した場合などに同団体のCMが放映される。

## 事業所
- 本社：愛知県名古屋市東区東桜1丁目14番27号（〒461-8501）
- 三河支社（旧・豊橋支局）：愛知県豊橋市駅前大通2番48号 名豊ビル新館4階
- 岡崎支社（旧・岡崎支局）：愛知県岡崎市唐沢町11番5号
- 岐阜支社（旧・岐阜支局）：岐阜県岐阜市柳ケ瀬通1番12号 岐阜中日ビル内
- 三重支社（旧・三重支局）：三重県津市中央町1番1号 三重会館内
- 四日市支局：三重県四日市市安島1丁目2番24号 - 在名民放局で四日市に支局を設置する放送局は東海テレビのみである。なお、四日市市政記者クラブには三重支社として加盟している。
- 東京支社：東京都千代田区内幸町2丁目1番4号 日比谷中日ビル内 - 中日新聞東京本社（東京新聞）、三重テレビ放送東京支社も入居。かつては東海ラジオ放送東京支社も入居していた（現在は港区赤坂の赤坂MYビルに移転）。またフジテレビ系列局が無い山梨県で重大事故が発生した場合にも対応。
- 大阪支社：大阪府大阪市北区梅田2丁目4番9号 ブリーゼタワー内 - フジテレビジョン関西支社、テレビ西日本大阪支社なども入居。
- 過去には一宮、高山、豊田、静岡、金沢にも支社・支局が設置されていた。

出典

## 資本構成
企業・団体の名称、個人の肩書は当時のもの。出典：
2021年3月31日現在
| 資本金 | 発行済株式総数 | 株主数 |
| ------ | -------------- | ------ |
| 10億円 | 2百万株        | 222    |

| 株主                             | 株式数       | 比率   |
| -------------------------------- | ------------ | ------ |
| 東海ラジオ放送                   | 99万5千株    | 49.75% |
| 愛知県                           | 15万株       | 07.50% |
| 名古屋鉄道                       | 12万5千755株 | 06.28% |
| 中日新聞社                       | 10万7千699株 | 05.38% |
| フジ・メディア・ホールディングス | 06万6千666株 | 03.33% |
| トヨタ自動車                     | 05万5千000株 | 02.75% |
| 三菱UFJ銀行                      | 03万7千500株 | 01.87% |

## 特色

### 技術
2009年7月より昼帯のバラエティ番組の再放送または中日ドラゴンズ戦中継があった週の時差ネットに関しては、アナログ放送でも上下に黒帯を付加してのアスペクト比16:9のレターボックスでの放送になった。
フジテレビとTBSテレビは古くから深夜アニメにも字幕放送を実施しているが、東海地区ではCBCテレビのみが字幕放送を行っていた。東海テレビはかつては自社制作番組の再放送のみを字幕放送の対象にしていたが、2007年10月より深夜帯に放送される番組に対し本格的に実施した。深夜アニメも例外ではなく、同時期より放送開始したフジテレビ制作の深夜アニメ全てに字幕放送を行っている。2015年7月改編より2020年1月改編まで、CBCテレビでは深夜アニメに限り字幕放送を行なっていなかった為、同局が唯一の実施局であった。

### 番組制作
2016年4月2日から「オトナの土ドラ」→「土ドラ」を全国ネットで放送している。かつては1964年から2016年3月まで昼の帯ドラマを制作しており、特に『華の嵐』『真珠夫人』『牡丹と薔薇』『冬の輪舞』といった愛憎系作品は主婦層を中心に社会現象になるほどの話題に発展し、一部の作品はスペシャル版も放送された。
自社制作の生の情報番組も存在しており、月曜日 - 金曜日に『スイッチ!』を放送している。

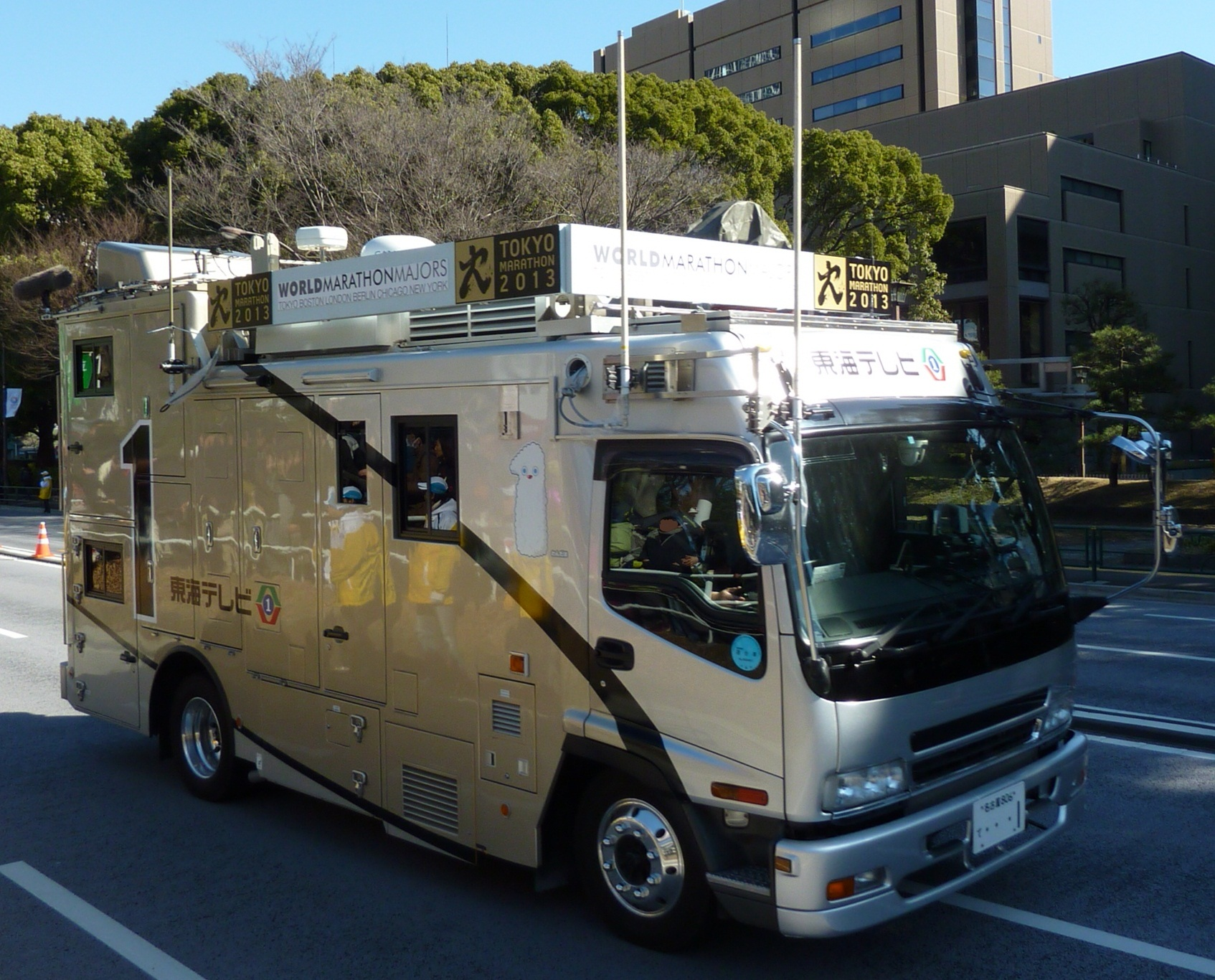
移動中継車（いすゞ・フォワードマックス）

毎年3月に開催される『名古屋国際女子マラソン』→『名古屋ウィメンズマラソン』の中継も東海テレビを制作局として、全国で放送されている。
報道の分野で新たな番組制作を行っており、特に司法の分野では『重い扉』（名張毒ぶどう酒事件の真相に迫った内容）、日本のテレビ局で初めて裁判所内部と現職の裁判官に密着した『裁判長のお弁当』（第45回ギャラクシー賞テレビ部門大賞）、『黒と白』（自白の強要問題をテーマ）、『光と影〜光市母子殺害事件 弁護団の300日』（取材当時世間の逆風にあった被告側の弁護団に密着。第46回ギャラクシー賞テレビ部門優秀賞）といった番組を制作・放送している。
吉本興業とのパイプが太いことでも知られ、『爆笑!駐在君が行く!』・『ぐっさん家〜THE GOODSUN HOUSE〜』・『西川きよしのご縁です!』といった吉本興業のタレントをメインに据えたバラエティ番組を企画・制作している。何れもこの地方のみのローカル番組としてスタートしたものであるが、その後は徐々にネット局を増やしており、特に『ぐっさん家』は多数のネット局を抱えている。同番組は2004年4月から2009年3月までBSフジを通じて全国で放送されていたなど、在名基幹局の中では一番多く、在阪準キー局に近い在名基幹局でもある。
三重県の独立局・三重テレビと資本関係を結んでおり、三重テレビのプロ野球・中日ドラゴンズ戦中継番組の制作を支援している（三重テレビナイターの項目を参照）。また2004年7月19日から5回に渡って三重テレビで放送された同局制作の番組『LOVE THE EARTH 里海の詩（うた）』は、東海テレビでも放送された。なお、三重テレビの中部支社は東海テレビ本社別館の施設・テレピア内にある。
東海テレビには長年自社製作テレビアニメが存在していなかったが、2009年7月期より関西テレビとの共同製作短編アニメ『くるねこ』を放送開始した（関東圏ではTOKYO MXとtvkでネット）。また、2011年6月6日から2014年3月28日まで自社単独で短編帯番組形式で深夜アニメ『かよえ!チュー学』を制作・放送していた。なお、現時点では30分アニメの制作実績はない。
平日夕方のニュースでNST新潟総合テレビ・長野放送・テレビ静岡・富山テレビ・石川テレビ・福井テレビと中部地方の企画を放送している。過去にはNST新潟総合テレビを除く各局で『FNNモーニングコール』の中部地方向けコーナーや日曜夕方のニュースで『（西暦・例として’91）中部』などを放送していたことがあった。

### 他局制作番組のネット状況
土曜18時30分から放送されるスペシャル番組については東海テレビでも放送されるが、19時からの短縮版で放送されることがある。
『めざましどようび』が2018年3月まで7:00からの飛び乗り放送だったが、同年4月から同時フルネットに移行。ちなみに、5:55 - 7:00にはフジテレビ系制作のバラエティ番組や自社制作番組（『すくすくぽん!』等）を放送していた。ただし2013年 - 2015年、2017年は年内最終放送を同時フルネットした。
大都市圏において『働くおっさん劇場』を唯一ネットしていなかった。『はやく起きた朝は…』をかつて土曜日の朝などに不定期で放送していたことがあったが、2011年4月3日よりフジテレビと同時ネットになった。
2003年10月に『藍より青し〜縁〜』を放送開始したことを機に、東海テレビでもいわゆるUHFアニメを不定期的に放送している。2010年以降は長らく放送されていなかったが2024年1月期の青の祓魔師 島根啓明結社編で14年振りに放送された。
かつては平日夕方の時間帯（16:00 - 16:30）は『特選アニメ劇場』と題した帯番組的なアニメ枠を設けており、三大都市圏のキー局系列では唯一の事例であった。
2007年4月に日曜9:00枠をフジテレビとの同時ネット枠に変更して以来、『ゲゲゲの鬼太郎』（第5作目）および『ドラゴンボール改』、『トリコ』、『ドラゴンボール超』を放送してきた。直後の日曜9:30枠についてはフジテレビで放送されている『ONE PIECE』を放送せずに自社制作番組を放送していたが、2011年10月より同時ネットとなった。

### リモコンキーID

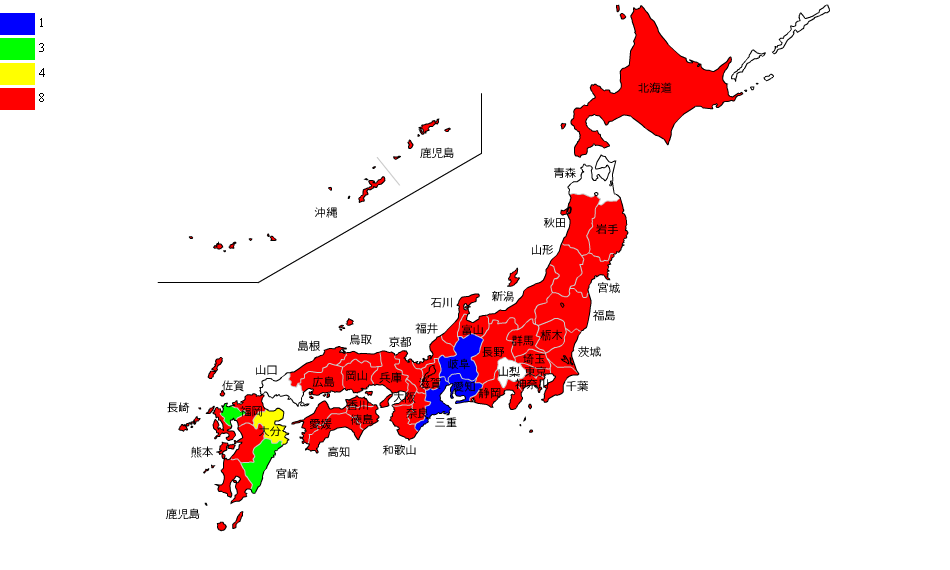
フジテレビ系列のリモコンキーID地図

地上デジタル放送のリモコンキーIDは、原則としてキー局のフジテレビ・準キー局の関西テレビを始め、多くのフジテレビ系列局がその2局のアナログ親局と同じ「8」であるが、東海テレビは自身のアナログ親局名古屋テレビ塔のチャンネルと同じ「1」を使用している（ただし、デジタル親局瀬戸デジタルタワーの物理21chはフジテレビと同じ）。フジテレビ系列でリモコンキーID「1」を使用しているのは、同系列で唯一アナログ親局が1chだった東海テレビだけである。これで空いた「8」は東海3県内の民放テレビ局では岐阜県の岐阜放送（独立局）に割り当てられている。

また中部地方の民放テレビ局でリモコンキーID「1」を使用する局はほかに富山県の北日本放送（日本テレビ系列。呉羽山送信所1ch）もアナログ親局と同じ「1」になっている。更にフジテレビ系列のフルネット局でリモコンキーID「8」を使用しない局のは当局と佐賀県のサガテレビ（ID「3」を使用）の2局だけであり、テレビ単営局でリモコンキーID「1」を使用しているのも当局と鳥取県・島根県の日本海テレビ（日本テレビ系列。鉢伏山送信所1ch）の2局だけである。つまりこの2局以外でリモコンキーID「1」を使用するテレビ局は全てラテ兼営局であることをも意味し、その挙句にこの2局を以てしてもリモコンキーIDが「1」でラジオ局と無関係のテレビ局は皆無である（当局は前述、日本海テレビは後発のエフエム山陰に出資）。
このため本来、NHK総合テレビジョン（NHK総合）のリモコンキーIDは原則として大半の地域で「1」を使用しているが上述の通り当局が同番号を取得したため、NHK名古屋局・NHK岐阜局・NHK津局におけるNHK総合のリモコンキーIDが、NHK名古屋局のアナログ親局チャンネル（岐阜は39ch、津は31ch）と同じ「3」になっている。また、全国の多くの地域でNHK総合テレビジョンが使用する「1」が割り当てられているため、視聴可能な周辺県で視聴する場合には枝番号（011-0、011-1...）が付き、リモコンボタンのポジションは「9」等に割り振られる。なお中京広域圏の放送局では、TBSテレビ系列のCBCテレビのリモコンキーIDはアナログ親局チャンネルと同じ「5」を使用している。ちなみにフジテレビ系列では、ほかにクロスネット局の大分県のテレビ大分は「4」、宮崎県のテレビ宮崎はサガテレビと同じ「3」を使用している。

### ロゴ・アイキャッチ
「六角形に囲まれた数字の1」を用いた同局のロゴマーク（本稿上記の社屋とテレピアが映った写真を参照）は1965年から使用されており、デザインは「現代を見つめる眼」をテーマにアナログチャンネル番号の1を合わせ、電通のデザインで眼のイメージに視聴者との架け橋を表し上部の赤いラインは情熱や積極と下部の緑は健全や成長を表し六角形で安定した印象を持たせたものとした。かつて使用されていたロゴマークは、一部中継局の局舎に取り付けられた表札などに残存している。現行の「東海テレビ」の書体に比べ、若干縦長にデザインされたロゴであった。

2008年4月頃より、一部の自社制作番組の冒頭に「50th東海テレビ」の5秒アイキャッチを挿入している（50周年期間終了後も「いまだから 東海テレビ!」のアイキャッチを引き続き挿入）。ローカル番組では原則番組開始時に、全国ネット番組では番組開始5秒前に（10秒の番宣CMとセットで）ローカルで挿入している。

初代ロゴ（1958年 - 1965年）
2代目ロゴ（1965年 - ）

## 沿革
- 1957年（昭和32年）10月22日 - 予備免許取得。
- 1958年（昭和33年）
  - 2月1日 - 三重県の近畿東海放送及び岐阜県のラジオ東海（いずれも後の東海ラジオ放送）が主体となり新東海テレビ放送株式会社として設立。その後、同年2月17日に現商号へ変更。
  - 6月 - 東京支社開設。
  - 7月 - 大阪支社開設。
  - 11月 - 本社社屋（名古屋市東区）竣工。
  - 12月25日 - 中京圏の民間テレビ放送局として中部日本放送（CBCテレビ）に次ぐ2番目に開局。
- 1959年（昭和34年）
  - 3月1日 - フジテレビをキー局と定める。フジテレビ・関西テレビ（KTV）・九州朝日放送（KBC）と共に4社間基幹ネットワークを締結。
  - 3月 - 岐阜県営球場で行われた中日ドラゴンズ対西鉄ライオンズとのオープン戦を中継、開局以来初めてのプロ野球中継となった。
- 1961年（昭和36年）
  - 4月 - 東海放送会館を設立。
  - 9月1日 - 東海ラジオ放送との供用のため増築を進めていた旧社屋の工事が完成、建物の使用を開始する。
- 1962年（昭和37年）4月1日 -名古屋テレビ放送（メ〜テレ）開局に伴い、ほぼフジテレビの完全ネット局となる。テレビニュースも『朝日新聞ニュース』『毎日新聞ニュース』を打ち切り、『FNN東海テレニュース』（協力・中日新聞、共同テレビニュース）に1本化。
- 1964年（昭和39年）
  - 5月4日 - 昼の帯ドラマ放送開始。第1作は『雪燃え』。
  - 9月3日（2日深夜） - カラーの試験放送を開始[注 8]。
  - 9月7日 - カラー本放送を開始[注 9][17][18]。
  - 10月1日 - 北部九州地区のネット局をテレビ西日本（TNC）に変更、同社とのネットワークを締結。
- 1965年（昭和40年）
  - 現在までも使われている社章・ロゴマーク（通称:1マーク）を制定。
  - 10月 - 東海サービスを設立。
  - 11月 - 岐阜支局（現：岐阜支社）・三重支局（現：三重支社）・豊橋支局（現：三河支社）開設。
- 1966年（昭和41年）10月3日 - フジテレビ系ニュースネットワークFNN発足と同時に加盟。
- 1967年（昭和42年）5月 - 株式会社ユニモール設立。
- 1968年（昭和43年）4月 - 東海放送会館が東海サービスを吸収合併。
- 1969年（昭和44年）
  - 4月 - 音楽出版会社・東海パックを設立。
  - 10月1日 - フジテレビ系番組供給ネットワークFNS発足と同時に加盟。
- 1979年（昭和54年）
  - 6月 - 社会福祉法人・東海テレビ福祉文化事業団を設立。
  - 8月1日 - 音声多重放送の実用化試験放送を開始（CBC、CTVと同日）[19][20][21]。
- 1988年（昭和63年）11月22日 - 東海テレビ本社屋隣にテレピアがオープン。
- 1990年（平成2年）9月 - 番組制作会社・東海テレビプロダクションを設立。
- 1994年（平成6年）
  - 6月 - 財団法人・東海テレビ国際基金を設立。
  - 10月8日 - 「10.8決戦」放送。
- 2002年（平成14年）11月 - 北京支局開設（フジテレビと共同）。
- 2003年（平成15年）
  - 4月7日 - 現社屋（現在の旧社屋）の隣地（メルパルク（旧・郵便貯金会館）跡地）に新社屋竣工。東海ラジオ放送と共に移転。
  - 12月1日 AM11:00 - 地上デジタル放送を開始。
- 2004年（平成16年）2月16日 - 本社の改修完成（新社屋移転）。同時にアナログ・デジタル統合マスター（NEC製）が稼働。
- 2005年（平成17年）3月25日 - 愛・地球博にパビリオン『夢みる山』を出展（中日新聞社・中部日本放送（CBC）・積水ハウス・シヤチハタ・日本ガイシ・ブラザー工業との共同出展）。
- 2006年（平成18年）
  - 大型中継車（いすゞ・ギガマックス）、移動中継車（いすゞ・フォワードマックス）を更新。いずれもHD対応型、ナンバーは同局のチャンネルにちなみ「…1」である。
  - 4月1日 - ワンセグ放送開始。
- 2008年（平成20年）
  - 6月24日 - 営業局傘下だった豊橋・岐阜・三重の各支局をそれぞれ支社に昇格する（場所は変わりなし）とともに、三河（旧・豊橋）に岡崎支局・三重に四日市支局をそれぞれ属した一方で、静岡支局を廃止するなどの機構の一部改正を行った。
- 2009年（平成21年）
  - 3月27日・3月28日 - ナゴヤドームで開催された中日とのオープン戦（27日はオリックス、28日は楽天）で東海テレビとしては初となるマルチチャンネル編成によるプロ野球中継を実施した。当初の社長会見[22] と放送時間などは変更があった。なお中継中随時、マルチチャンネル編成で中継を行っていることを知らせていた。
  - 4月頃 - 中日主催試合において東海テレビ賞の受賞（「東海テレビ」と書かれたタスキをかけたわんだほのぬいぐるみがもらえる）が始まる。
- 2011年（平成23年）
  - 7月24日 - アナログ放送を終了。
  - 8月4日 - 『ぴーかんテレビ』の関連番組『別冊!ぴーかんテレビ』を放送している最中に不適切な表現が誤送出される放送事故が発生。その後、同番組が打ち切られるなど、大きな問題へと発展した。
- 2016年（平成28年）
  - 3月31日 - 約52年間続いた昼の帯ドラマが放送終了。最終作は『嵐の涙〜私たちに明日はある〜』。
  - 7月1日 - 岡崎支局が支社に昇格。
- 2019年（令和元年）5月 - 愛知県内の民放テレビ4局（CBCテレビ、名古屋テレビ、中京テレビ）との間で災害時におけるヘリコプター共同取材の協定を締結[23]。
- 2020年（令和2年）3月27日 - 在名4局（中京テレビ、CBCテレビ、テレビ愛知）と共同で在名民放局共同配信サービス『Locipo』開始[24]。
- 2023年（令和5年）1月3日 - 開局65周年記念番組としてドラマ「ネバー・ギブアップ!〜竹島水族館ものがたり〜」が放送された。主演は小林龍二[25]。

### 社史・記念誌
東海テレビ放送では、以下の4冊を発行している（2020年3月時点）。
- 明日をひらく 1968年11月25日発行、498ページ[26]。
- 明日をひらく PART2（東海テレビ放送株式会社社史編纂委員会・編纂）1989年2月発行、215ページ[27]。
- 東海テレビ放送開局50年史 つたえるつなぐ（東海テレビ放送株式会社編集・編纂）2009年10月発行、280ページ。
- 東海テレビ放送開局60年史（東海テレビ放送株式会社編集・編纂）2019年3月発行、80ページ。

### ネットワークの変遷
- 1958年（昭和33年）12月25日（開局日） - 日本テレビを中心にラジオ東京（現・TBSテレビ）や関西テレビ、読売テレビの番組をネット受けしていた。この時点で後にキー局となるフジテレビはまだ開局していなかった。
- 1959年（昭和34年）3月1日 - この日に開局したフジテレビと九州朝日放送（KBC）、そして開局の時点でネットを結んでいた関西テレビと4局ネットを結び、フジテレビをキー局と定める。しかし、他の局の番組が無くなったわけではなく、日本テレビやラジオ東京の番組、そしてこの日からネットを組んだ日本教育テレビ（NETテレビ、現・テレビ朝日）の番組も含めた形の編成だった。在阪局では朝日放送（ABC）、毎日放送（MBS）とも番組ネットを組んだ。
- 1960年（昭和35年）2月1日 - 中部日本放送（CBCテレビ）が4社連盟（現・5社連盟）に加入し、ラジオ東京・朝日放送テレビの番組が同局へ完全移行。入れ替わりに日本テレビの番組が移行して、日本テレビ・フジテレビ・NETテレビを組み合わせた編成となる。
- 1962年（昭和37年）4月1日 - 名古屋放送（NBN、現・メ〜テレ）の開局により、日本テレビの番組とNETテレビの番組がNBNへ移行。以後はフジテレビの番組が中心となるが、MBS制作番組の一部（『真珠の小箱』など）は残ることになった。
- 1964年（昭和39年）10月1日 - 北部九州地区のネット局がKBCからテレビ西日本（TNC）に変更。
- 1966年（昭和41年）10月3日 - フジテレビ系ニュースネットワークFNNに加盟。
- 1969年（昭和44年）10月1日 - フジテレビ系番組供給ネットワークFNSに加盟。
- 1975年（昭和50年）3月31日 - 俗に言う腸捻転ネットの解消に伴い、MBS制作の番組がTBSテレビ系列へ1本化（CBCテレビへ移行）されて姿を消す。
- 1983年（昭和58年）9月1日 - テレビ愛知（TVA）の開局により、番組販売という形で放送していた東京12チャンネル（→テレビ東京）の番組がTVAへ移行。

## 中継局

### デジタル放送
- 送信所 - 名古屋（瀬戸デジタルタワー）[28]
- コールサイン - JOFX-DTV
- コールネーム - 東海テレビ放送デジタルテレビジョン
- 物理チャンネル - 21ch
- 空中線電力 - 3kW
- 実効輻射電力 - 34kW
- リモコンキーID - 1

前述の通り、FNN・FNS系列では唯一の「1」である。
- 3桁 - 011、012、013、018（臨時用）、611（ワンセグ用）。

### 愛知県
- 豊橋 15ch 10W
- 田原 15ch 3W（垂直偏波）
- 鳳来大野 21ch 300mW
- 二川 15ch 300mW
- 稲武東 15ch 50mW
- 稲武西 21ch 10mW
- 幡豆 43ch 300mW（垂直偏波）
- 本宿 42ch 50mW
- 赤羽根 38ch 300mW

### 岐阜県
- 中濃 15ch 10W
- 中津川 15ch 20W
- 長良 15ch 2W
- 高山 15ch 20W
- 土岐南 15ch 3W
- 下呂 15ch 3W
- 郡上八幡 15ch 10W
- 神岡 15ch 1W
- 流葉 21ch 300mW
- 坂下 21ch 1W
- 付知 21ch 1W
- 明智 21ch 1W
- 多治見 15ch 1W（垂直偏波）
- 土岐北 15ch 300mW（垂直偏波）
- 瑞浪 15ch 1W
- 加子母 15ch 300mW
- 中野方 15ch 300mW
- 白鳥 21ch 1W
- 芥見 15ch 1W
- 各務原鵜沼 21ch 50mW
- 多治見姫 15ch 50mW（垂直偏波）
- 鵜沼宝積寺 36ch 50mW

### 三重県
- 伊勢 15ch 100W
- 名張 21ch 10W
- 尾鷲 15ch 10W
- 熊野 21ch 3W
- 磯部 21ch 1W
- 鳥羽 21ch 1W
- 伊賀 21ch 3W
- 南勢 21ch 1W
- 北勢 21ch 3W
- 紀宝成川 21ch 300mW
- 紀宝神ノ内 37ch 300mW

### アナログ放送
以下は2011年7月24日停波時点でのデータ。
コールサインはJOFX-TV。

#### 愛知県
- 名古屋テレビ塔（親局）1ch（マイナスオフセット） 10kW - Eスポ発生時に一部地域で受信障害が起こっていたほか、中京圏以外の地域でVHF1chが使われていない地域では、状況によっては1000km離れた所でも電波が届き映る場合があった。また、テレビ塔上のアンテナ設置位置の都合により、他局と同じ出力でも特に愛知県東部・東南部方面へ電波が届きにくい特性が見受けられた。
- 豊橋 56ch 100W
- 小牧桃花台 45ch（垂直偏波）
- 豊田 57ch（垂直偏波）
- 美浜 57ch
- 田原 38ch（垂直偏波）

#### 岐阜県
- 岐阜長良 57ch
- 中濃 56ch
- 関 56ch
- 中津川 10ch
- 高山 8ch
- 下呂 6ch
- 土岐南 36ch
- 郡上八幡 10ch

#### 三重県
- 伊勢 57ch
- 鳥羽 6ch（垂直偏波）
- 名張 62ch
- 磯部 43ch
- 尾鷲 8ch
- いなべ北勢 56ch
- 熊野 1ch（垂直偏波）
- 紀宝成川 24ch
- 紀宝神ノ内 62ch

## 区域外再放送
長野県の泰阜村コミュニケーションネットワークで区域外再放送をしている。但し、本来の系列局は長野放送（NBS）。
廃止
- 静岡県
  - 浜松ケーブルテレビ - 2013年（平成25年）10月31日終了。本来の系列局はテレビ静岡（SUT）。
- 長野県
  - 木曽広域ケーブルテレビ - アナログ放送終了に伴い2011年（平成23年）7月24日終了。本来の系列局は長野放送（NBS）。
  - コミュニケーションネットワーク阿南

## スタジオ
下記に述べる本社内のスタジオのほか、大勢の観覧者を集めての番組収録・生放送の場合、本社ビル隣にあるテレピアホール（テレピア内）を使用する事もある。

### 現在
- Aスタジオ（約85坪、3F） - 『スイッチ!』などで使用
- Bスタジオ（約85坪、3F） - 『タイチサン!』などで使用
- Nスタジオ（約40坪、6F） - 報道番組中心に使用
- Pスタジオ（約5坪、6F） - 顔出しブース及びN/Pスタジオのアナブースとして使用（サブはNサブを使用）

### 過去
- 喫茶室スタジオ（通称） - 1998年（平成10年）スタート当時の『ぴーかんテレビ 元気がいいね!』（後の『ぴーかんテレビ』）で使われていた。常設のスタジオではなく、旧社屋・1Fに設けられていた喫茶室をスタジオにしていた。

## 情報カメラ設置ポイント

### 現存する設置ポイント
- 愛知県 - 国際センター、名古屋駅、中部国際空港、田原市（伊良湖オーシャンリゾート）
- 岐阜県 - 岐阜市内、名神岐阜羽島インターチェンジ（文溪堂岐阜本社屋上）、高山（中橋周辺）
- 三重県 - 尾鷲

### 過去に設置されたポイント
- 愛知県 - 県営名古屋空港（小牧空港）[注 10]、愛・地球博長久手会場（グローバル・ハウス） ※万博期間中のみ、ザ・シーン城北（北区）
- 岐阜県 - 白川郷

## 現在放送中の番組

### 自社制作・FNS系列全国ネット

#### ドラマ
- 浅草ラスボスおばあちゃん（土ドラ、土曜 23:40 - 翌0:35[注 11]）

#### スポーツ中継
- 名古屋ウィメンズマラソン（毎年3月）
- 東海クラシック（プロゴルフツアー、年・大会によって全国放送より前に深夜にダイジェスト番組を放送）
  - 住友生命レディース（女子、毎年9月）
  - バンテリン杯（男子、毎年10月）
- 野球道
  - 対読売ジャイアンツ戦のBSフジ・フジテレビONE（ヤクルトのホームゲームと重なる場合はフジテレビTWOで放送するが、編成上の都合によりフジテレビNEXTで生中継を実施し、ONEで当日深夜に録画中継で放送する場合があり）への放送時には、実況・解説を地上波とは別立てで放送しており（スコアテロップとテーマ曲はフジテレビで差し替え）、制作著作はBSフジ・フジテレビONEでも東海テレビ単独名義となっている。なお、日本シリーズの地上波全国中継はフジテレビ主導制作（技術面・リアルタイム字幕放送・連動データ放送付加・番組送出も全て担当し、東海テレビは制作協力扱いとなる）で放送する。

#### スペシャル番組
東海テレビはかつて昼ドラマを制作し、現在はドラマのほかに、年に数本全国ネット向けの特別番組を制作している。『オトナの土ドラ』開始以降は、改編期にその枠で自社制作の全国特番を放送することもある。
- 日曜スペシャル枠（日曜 16:05 - 17:20）の番組
  - Japan Super Challenge（毎年1月もしくは2月）
  - おしろツアーズ
  - やしろツアーズ
  - おてらツアーズ
  - アスリートの魔曲（2024年12月1日放送）[29]
- 伊勢神宮雅楽（1月2日早朝（かつては元日早朝だった）） - 東海テレビのみ、赤福の1社提供。

### 自社制作・東海ローカル
帯番組
- ウィークリー・インフォメーション（月曜 - 日曜 早朝随時）
- イッチーオシ!（2018年1月 - 、月曜 - 日曜 随時） - 番組宣伝。過去には「わんだほ」→「スイッチ!1」として放送されていた。
- いぬとねこ
- 旅するイッチー
- きらめきに萌えっ!
- FNN東海テレニュース（月曜 - 日曜 随時）
- スイッチ!（月曜 - 金曜 9:50 - 11:14）
- いちばん本舗（月曜 - 金曜 11:15 - 11:25 / 月曜・火曜 4:45 - 4:55 / 火曜・日曜 1:58 - 2:16）
- FNN Live News days 東海テレビローカルパート（月曜 - 金曜 11:30 - 11:50 / 土曜・日曜 11:50 - 12:00）
- ニュースONE（月曜 - 金曜 15:43 - 19:00[注 12] / 土曜 17:30 - 18:00[注 13]）
- FNN Live News α 東海テレビローカルパート（月曜 - 木曜 23:40 - 翌0:25 / 土曜 0:10 - 翌0:55）

月曜
- また、会えたね!ジブリパーク（21:54 - 22:00）

火曜
- ダイアン津田のバーディーチャンすー（0:15 - 0:30）
- 青春REC～今だけの1シーン～（0:30 - 0:45）※再放送

水曜
- 青春REC～今だけの1シーン～（0:15 - 0:30）※本放送
- Tuesday ナイトスコーレ（2:00 - 3:02）

木曜
- あんびるシネマ（0:15 - 0:30）
- 村上佳菜子の週刊愛ちっち（21:54 - 22:00）

金曜
- 千原ジュニアのヘベレケ（0:15 - 0:45）
- Finder TRIP（22:52 - 22:57）

土曜
- チェックマーク（1:20 - 1:30）
- スイッチ!増刊号（10:23 - 11:25）
- ちゃーじ（11:25 - 11:45）
- TIP OFF! シーホース（11:45 - 11:50）
- ドラHOTプラス（17:00 - 17:30）
- ぐっさん家〜THE GOODSUN HOUSE〜（18:30 - 19:00） ※一部系列局にもネット。

日曜
- エンタメ！イッチー（日曜早朝）
- メッセージ1（毎月第4日曜 5:15 - 5:30）
- おぎやはぎテラス〜きょう、12時にどこ?〜（12:00 - 13:00）
- WAYS～医療の道を拓くひと（17:25 - 17:30）
- KEIBA BEAT（15:00 - 16:00） - 中京競馬開催時。このうち、7月下旬 - 8月下旬の中京開催時は本局がキーステーションになり西日本地区のブロックネットになる。
- 中日新聞テレビ日曜夕刊[注 14]（17:30 - 18:00）

#### その他の番組
スポーツ
- DRAGONS BASEBALL L!VE（西暦年）（中日ドラゴンズ戦）  - 年間を通じて主催試合を約30試合程度生中継している事や、ゴールデンタイムで放送する反動に伴う番組編成の都合もあってか、近年においてビジター戦の試合中継は在名民放テレビ局の中で一番少ない[注 15]。なお、一部試合は三重テレビ放送からの受託制作として『三重テレビナイター』にて放映する[注 16]。
- 名古屋グランパス実況中継（不定期） - リーグ戦のほか、放送権を持つフジテレビ系列の関係でJリーグYBCルヴァンカップもホーム戦のみ1試合程度放送されることがある（ホーム戦の委託制作も担当）。放送形態は主に録画中継で、深夜に放送される。Jリーグ黎明期に開催されていた、同じ系列局の沖縄テレビ主催によるおきぎんカップ（名古屋と沖縄県のサッカークラブとのプレシーズンマッチ）の試合放映も、中京テレビとの隔年で放送されていた（試合中継は沖縄テレビ制作のものを放送）。
- ドラゴンズTODAY（4月 - 9月または10月の土曜・日曜 20:57 - 21:00） - ナイターオフ期に当たる10月から3月までの間は天気予報[注 17]を放送している。
- シーホース三河実況生中継（不定期） - 子会社の東海テレビプロダクションがホーム戦の各メディアへの公式試合中継制作を実施している関係[30]か、地上波の中継の有無に関わらず東海テレビアナウンサーが実況を担当する（不定期でフリーアナが担当する場合あり）。
- トライアスロン伊良湖大会（30分前後の同大会のダイジェスト番組を放送）
- 全日本バレーボール高等学校選手権大会 愛知県・岐阜県・三重県大会決勝 - 大会当日の深夜に録画中継される。
- 中部オープンゴルフ選手権（CBCと隔年交代で、決勝の模様を中心に録画中継という形で深夜に放送）
- 豊田国際ユースサッカー大会・関連番組（豊田スタジアムで行われる決勝戦を中心に予選のハイライトも交えながら深夜に放送）[注 18]
- 愛知万博メモリアル愛知県市町村対抗駅伝競走大会 - 通称・愛知駅伝。2006年は撮って出しで、2007年以降は生中継での放送。
- 愛知県ラグビー祭（年1回、社会人チームの試合を中心に録画放送）
- トップおとめピンポンズ名古屋実況中継（不定期） - 深夜に録画中継される。

不定期番組
- わがまま!気まま!旅気分 - BSフジでも放送。
- 愛知県歯科医師会協力の番組 - 年に数回程度放送される。
- 愛知県議会だより - 平日午前11時前後から25分番組として不定期放送。
- ロンブー淳のスマホ旅
- START UP!!（隔月）
- What's 名古屋港 - 日曜14:50からの10分番組。年に数回程度放送。かつては日曜早朝6:15からの15分番組だった。

年始特番
- 名古屋西川流初舞
- テレビ年賀状（番組表では5分枠になっているが、実際には3 - 4分弱） - スポンサー企業・団体名（1回に5社ぐらい）を新年・新春らしい映像にのせて放送する。年始特番放送中のCMに差し込まれて放送されるほか、独立して早朝や深夜に放送される。

#### 再放送枠
- ドラマOne（月曜 - 金曜 14:45 - 15:43）
- ホリデースペシャル（祝日限定）

### FNS系列局制作・時差ネット
制作局の表記のない番組はフジテレビ制作。
- 釣りごろつられごろ（日曜 5:15 - 5:30、テレビ新広島制作）
- フットマップ（日曜 5:30 - 6:00、関西テレビ制作）
- 物語の始まりへ（日曜 8:55 - 9:00、石川テレビ制作）
- 華丸・大吉のなんしようと?（火曜 0:50 - 1:58、テレビ西日本制作）
- 発見!タカトシランド（火曜 2:00 - 3:05、北海道文化放送制作）
- テレビ寺子屋（火曜 4:15 - 4:45、テレビ静岡制作）
- 相葉◎×部（水曜 0:20 - 0:55）
- かのおが便利軒（水曜 0:55 - 1:30、仙台放送制作）
- FNSドキュメンタリー大賞（水曜 0:50 - 2:52）
- おかべろ（木曜 0:20 - 0:55、関西テレビ制作）
- 西村キャンプ場（木曜 1:55 - 1:30、テレビ新広島制作）
- さらば青春の光の青春ジャック（金曜 0:20 - 0:55、テレビ愛媛制作）
- 坂道の向こうには青空が広がっていた。（金曜 1:02 - 1:34）
- かまいたちの掟（金曜 1:34 - 2:24、さんいん中央テレビ制作）
- 千原ジュニアの座王（土曜 0:50 - 1:25、関西テレビ制作）
- 陰陽廻天Re：バース（月曜 1:45 - 2:15、『+Ultra』枠）

## 放送終了した番組

### 東海テレビ制作・全国ネット番組
- 東海テレビ制作昼の帯ドラマ
- ふるさと紀行
- 赤とんぼ
- おあねえさん
- テレビナイトショー（1969年 - 1971年、木曜担当）
- 名古屋嫁入り物語シリーズ（フジテレビ系列『金曜エンタテイメント』内）
- プロ野球12球団対抗 新春リレーマラソン→プロ野球オールスタースーパーバトル（毎年1月4日、2006年まで）
- 全国速報!大学入試センター試験ボーダー得点 - 河合塾のホストコンピュータと連動し、大学入試センター試験のボーダーラインを予測する年1回の特番で当該試験直後(1987年のみ直前)の水曜深夜に放送されていた。共通一次試験時代から放送され、一時は全国完全ネットを誇ったが、2004年を最後に打ち切られた。
- 森といのちの響き〜お伊勢さんとモアイの島〜（2008年） - 東海テレビ放送開局50周年記念番組。2009年3月末にリニューアルした東海テレビのフィラー映像にも用いられている。
- 名古屋国際女子マラソン（毎年3月、2010年まで）
- B面女子
- The 世界力シリーズ（2016 - 2019）

### 東海テレビ制作・一部地域ネット番組

#### 教養
- てれび博物館 → てれび博物館 それってホント!? - 放送番組センター配給番組で、同センターを通じてネットしていた局では『川津祐介のおもしろサイエンス』や『おもしろサイエンス それってホント!?』などと題して放送された。
- くりびつ!

#### ドキュメンタリー・紀行
- 爆笑!駐在君が行く!
- ザ・ラストヒロイン〜ワルキューレの審判〜
- ザ・ラストヒーロー〜ヘラクレスの掟〜

### 東海テレビ制作・ローカル放送番組

#### ニュース
- 朝いちばん!
- FNNテレビ朝刊
- FNNモーニングワイド630
- FNN東海テレビモーニングコール
- FNN東海テレビ朝駆け第一報!
- FNN東海テレビWorld Uplink
- FNN東海テレビおはよう!サンライズ
- FNNニュースレポート11:30
- FNNニュース6:30
- 東海テレビニュースポスト
- FNNニュースレポート6:00
- イブニングニュース630
- イブニングニュース600
- FNN東海テレビスーパータイム
- FNN東海テレビザ・ヒューマン
- FNN東海テレビスーパーニュース
- FNN東海テレビニュース工場
- FNN東海テレビDATE LINE
- FNN NEWSCOM
- ニュースJAPAN
  - ニュースJAPAN WEEKEND
- ユアタイム
- 週刊ニュース工房
- 報道原人
- スーパーサタデー

#### スポーツ
- ドラゴンズHOTスタジオ - 2004年10月以降は『スーパーサタデー』に内包。
- ヒロミツのスーパードラゴンズ
- さよならナゴヤ球場〜野球史を彩った舞台 - 1996年12月27日放送の特番。ナレーターはドラゴンズファンとして有名な忌野清志郎が務めた。
- FutsalTV
- PRIDE王
- PRE-PRIDE
- グランパスExpress
- オーシャンズTV
- pluspo
- さばいどるかほなんのソロキャンパー養成塾
- G☆LABO ゴルフラボ

#### 生活情報
- 奥さまこんにちは - 1961年に名鉄百貨店に全国初となる百貨店内に中継専用施設を設け、そこから生放送を行っていた。
- 奥さま情報・あなたの2時
- お料理倶楽部 もぎたてキャッチ!
- 外出ご無用!・あなたの2時
- 月曜日が待ち遠しい!
- 三枝の情報生テレビ うわさのミミンバ! → 好きです♥ミミンバ!
- CINEMA★KING 映画王
- すっぴんテレビ
- ダシヌキ!
- パコ2CH あ・きすとぜねこ → パコパコチャンネル 情・報・発・信・局
- 万博キャイ〜ン! - 愛・地球博開催時に放送された番組。
- ぴーかんテレビ - 2011年8月4日に発生した放送事故の影響により打ち切り。
- ぷれサタ!
- まごころクッキング
- スタイルプラス
- 料理できたよ!ファミリーキッチン

#### ドキュメンタリー・紀行
- いい旅ふた旅ぎふの旅
- おいしい時間
- おでかけ!パレット
- 感動!オレごはん
- 笑瓶観光!
- ふれあい見つけ旅
- 約束〜日本一のダムが奪うもの〜
- 西川きよしのご縁です!
- 発見!わくわくMY TOWN
- 日本の鉄道
- はじめまして〜街道を歩く〜
- SKE48のFUN!FUN!ドライブ
- 祭人魂 　※石川テレビ・テレビ静岡にも番販されていた。
- Go To ニッポン

#### 教養・トーク
- 天ちんの土曜サロン 人間こんさーと
- a life
- しあわせ家族図鑑
- スペンサーの喫茶店
- 田原総一朗の世界が見たい!
- 伃利子の一奏一会 素敵にTalk
- 映画MANIA

#### 音楽
- アグネスの音楽に乾杯! →鶴瓶の音楽に乾杯!
- 音もダチだぜ!気分はセッション
- On・On・On
- 音楽魂! -World Indies Festival 2006-
- 音楽村
- タカアンドトシの音楽魂か!
- 松崎しげるの翔んでもHAPPEN → 翔んでもHAPPEN
- ムッシュルームマガジン
- MOTOWN PARADISE
- TANK-TONE-TANK
- xMusic
- モエヨ?!K-POP

#### クイズ
- 音楽クイズ・セクションフォー
- 家族対抗チャンスクイズ
- 年の差バトル! 言い分 vs Eぶん!!
- まるごとハワイへチャンスクイズ
- 文珍の歴史なんなんだ
- 文珍の歴史なんなんだ!
- 視聴者参加型生クイズ お茶の間アンサー!

#### バラエティ
- ガールズ×ガールズ 〜おもしろヒーローコレクション〜
- 〜キニナルお仕事調査隊〜アゲジョブJK
- 禁断の落とし穴
- 感動!オレごはん
  - 激闘!オレごはん
- 恋のアンカー
- 小堺&ルーの極上!とびっきリスト
- コスモ☆エンジェル
- ゴッターニ!
- コピッて!
- スピ丼
- ぜったい!夜しましょ
- オフタク 〜タクシーで乗りつける芸能人の休日ナビ〜
- てぃ〜んずワゴン たかぎまぢる - 朝の時間帯から深夜の時間帯へ移動。
- デニーロ!
- ドッキン!やばいばる
- ドランキュ!
- ドランク魂!
- 名美女
- 忍者ボイメンくん 〜昇龍道で修行でござるよ〜
- ネプチューンのモビーにくびったけ!
- ハッスル×ハッスル
- ハニーとダーリン
- ピースのイライラ救助隊 出動!ストレスキュー
- ☆もの（ひかりもの）
- フィル・ソ・ファ
- ぶっつけ!!
- フューチャーガールズ
- ぷりっぷり
- メンクイな魔女たち
- もりすぎッ!
- もりすぎ★パンチ
- リサッチ
- バナナマンのブログ刑事
- あげテンッ
- 主役はキミだ!わんだほキッズ
- ありったけ!
- ご縁のした!
- SKE48 ムスメにいかが!?
- SKE48のよくばり課外授業!
- SKE48 むすびのイチバン!
- バナナ塾
- よもやま 〜ジュニアとおやじのつきない話〜
- ゆるキャラQ
- オトナ養成所 バナナスクール
- ブラ迷相談部 その悩み!小杉と吉田まで
- シェアハウス Bダッシュ
- トクセン!ボイボイ無限大[注 19]
- SKE48のバズらせます!!
- SKE48のへーきん!
- BMKのデラやばいい〜旅!!
- ボイメンのギャラ100!
- すくすくぽん!
- 腹ペコ魔人のグルメな魔法 脂過多ブラ（0:25 - 0:55）
- タイチサン!（12:00 - 13:25）

#### テレビドラマ
- モウソウ刑事!
- 黄金鯱伝説グランスピアーシリーズ
- 七人の夫 劇団ヘラクレスの掟NextStage（0:25 - 0:55）
- 放課後ていぼう日誌（1:32 - 2:04）

#### ミニ番組
- iげっちゅ
- iしてる。
- あいちっこどろん子
- i ♥ MUSIC
  - i ♥ MUSIC premium
- イイことi+
- イマージュ
- エイデンシアター UGATTA
- SKE48のあいちテル!　-（愛知県広報番組）。
- 趣味と遊びを鍛える!まに=DO!
- テレピア流行通信 → テレピアコレクション
- ドラゴンズ50年のサムライ達
- トリック☆スター
- 名古屋ニューアングル - 名古屋市広報番組。
- パブってポン!
- ハヤリネタ!
- ボイメンのあいち農業塾!
- やっぱイチバン!東海テレビ
- やっぱイチバン☆もっとパラダイス
- 夢、未来!
- 夢のちから ※HD - 石川テレビなど一部系列局にもネット。
- リポートあいち
- ごはんの学校
- かよえ!チュー学
- コチラのトキメキのりものがたり
- 明日いきいき ジョシゴト
- ほこちゃんたいそう
- きょうのアナ。
- ジョイナス!あいち
- 今ドキ女子のカラダ改善ガイド
- ワクワク発見!ブリックキッズ
- 明日に架ける橋 〜尾張七宝職人〜
- SKE48は君と歌いたい
- eスポLOVE
- SKE48とちょっとそこまで（21:54 - 22:00）

#### 放送枠
- スーパーナイト24 → スーパーサタデー25
  - スーパーフライデー24 → スーパーフライデー25
  - ファンキー・マンデー・ベイビー
- 朝プレ

### 共同制作番組

#### フジテレビとの共同制作番組
- アイアン主婦グランプリ -芸能人妻NO.1決定戦-（2004年） - 『カスペ!』枠内で放送。

#### FNS中部地方系列局間での共同制作番組
いずれも新潟総合テレビ・長野放送・テレビ静岡・富山テレビ・石川テレビ・福井テレビとの共同制作番組。
- クイズで公認!恋のおやジルシ
- 狙え!キテレツひっと

新潟総合テレビを除く共同制作
- 『中日新聞テレビ日曜夕刊』内で放送されていた「（西暦）中部」
- 『FNNモーニングコール』内で放送されていた中部地方の天気予報など（1986年10月から1987年3月頃まで）。

### テレビ愛知開局前に放送されたテレビ東京の番組
東京12チャンネル時代のものも含む。
- 対決!スーパーカークイズ
- 恐竜戦隊コセイドン[注 20]
- 科学冒険隊タンサー5[注 20]
- 伝説巨神イデオン[注 20]
- 闘士ゴーディアン
- ゴールドライタン
- 太陽の牙ダグラム
- 装甲騎兵ボトムズ - テレビ愛知開局後も、引き続き東海テレビで最終回まで放送された。
- 銀河烈風バクシンガー
- 森の陽気な小人たちベルフィーとリルビット
- 宇宙戦士バルディオス
- 魔法のプリンセスミンキーモモ(第1作)
- トンデラハウスの大冒険
- 私の昭和史
- パソコンサンデー（テレビ大阪制作） - テレビ愛知開局まで放送。ただし、副音声放送は未実施だった[注 21]。
- 新みつばちマーヤの冒険（同上） - 第26話で打ち切り[注 22]。
- 小松原三夫のゴルフ道場

ほか

### 東海テレビで放送されたUHFアニメ
『ひぐらしのなく頃に解』『狂乱家族日記』『NEEDLESS』『青の祓魔師』シリーズを除いて関西テレビでも放送された。
- 藍より青し〜縁〜（2003年10月 - 2004年1月）
- プレイボール（2005年7月 - 9月）
  - プレイボール2nd（2006年2月 - 4月）
- ラムネ（2005年10月 - 2006年1月）
- ひぐらしのなく頃に（2006年5月 - 10月）
  - ひぐらしのなく頃に解（2007年7月 - 9月） - 事件の影響で途中打ち切り[注 23]。
- 少年陰陽師（2006年11月 - 2007年5月）
- true tears（2008年1月 - 4月）
- 狂乱家族日記（2008年4月 - 10月）
- CANAAN（2009年7月 - 10月）
- NEEDLESS（2009年7月 - 2010年1月）
- 青の祓魔師 島根啓明結社篇 （2024年1月 - 3月[注 24]）- 第2期『京都不浄王篇』まではCBCテレビで放送されていた。
- 青の祓魔師 雪ノ果篇（2024年10月 - 12月[注 24]）
- 青の祓魔師 終夜篇（2025年1月 - 3月[注 24]）

### その他のネット番組
- ダイヤル110番（日本テレビ制作） - CBCからの移行番組だが、名古屋テレビ開局時に同局に再移行。
- 光子の窓（日本テレビ制作） - 東海テレビ開局と同時にネット開始、最終回まで放送。
- 頓馬天狗 - 後枠の『琴姫七変化』もネット。なお、リメイク版の『009!!大あばれ、とんま天狗』は名古屋テレビで放送。
- 東芝日曜劇場（KRT（ラジオ東京テレビ。のちのTBSテレビ）ほか製作） - 本来の名古屋地区のTBSテレビ系であるCBCテレビが1959年 - 1960年の一時期、日テレ系のプロ野球中継を実施する都合上同時ネットできなかったことによる。
- プロ野球ナイター（日本テレビ制作） - 1960年にCBCテレビから移行、名古屋テレビ開局時に同局に再移行。但し1962年の1年間のみ、一部曜日の中継は東海テレビで継続。
- プロレスリング中継 - 1961年8月27日から、日本テレビにて隔週金曜22時台に放映する録画中継版のみを、隔週日曜深夜に放送（2日遅れ）。
- 怪傑ハリマオ（日本テレビ制作）
- 桂三枝のファイト&ファイト（毎日放送制作） - 番組購入。ネットチェンジにより、CBCテレビに放送権を移譲。
- 真珠の小箱（毎日放送制作） - 腸捻転時代にネット。ネットチェンジにより、CBCテレビに放送権を移譲。
- 土曜お笑い劇場（毎日放送制作） - 腸捻転時代にネット。土曜正午からの放送で、毎日放送から6日遅れ。名古屋テレビに放送権を移譲したが、間もなくCBCテレビに再移行した。
- ダイビングクイズ - （毎日放送制作） - 腸捻転時代にネット。1973年4月名古屋テレビに移行。[要検証 – ノート]
- 日本駅弁図鑑（TOKYO MX制作）
- 世界遺産 新たなる旅へ（BSテレビ東京制作）
- ホレゆけ!スタア☆大作戦（キューブ・ポニーキャニオン制作）
- 秋山莉奈の素敵にトラベり〜な!（パワーテレビジョン制作）
- 感動地球紀行 世界遺産ものがたり
- 世界史の扉を開けて
- 5年後のラブレター
- とっても甘いの
- ナショナルキッド→少年ケニヤ（NETテレビ制作）
- ノックは無用! - （関西テレビ制作） - 初回（1975年1月18日）から同時ネットで放送してきたが、1988年9月24日ネット打ち切り。
- ドラフトキング（ドラマ）（WOWOW制作）

## アナウンサー
※は編成局アナウンス部長の経験者。☆はスポーツアナウンサーで、2022年から『東海ラジオ　ガッツナイター』（中日ドラゴンズのホームゲーム中継）の実況・ベンチリポートも随時担当している。

### 現職
入社順に記載。

#### 男性
- 1988年 庄野俊哉※
- 1991年 小田島卓生☆
- 1992年 斉藤誠征☆
- 1998年 加藤晃☆
- 2001年 福島智之（気象予報士）
- 2013年 高橋知幸☆（新潟放送から移籍）
- 2022年 伊藤大悟☆（東日本放送から3月に移籍）、鈴木翔太
- 2024年 谷村謙介

#### 女性
- 1992年 松井美智子（アナウンス部長）
- 2011年 浦口史帆
- 2012年 恒川英里（産休中）
- 2013年 上山真未
- 2017年 速水里彩（愛媛朝日テレビから移籍）
- 2018年 柴田美奈
- 2022年 篠田愛純（山口朝日放送から移籍）
- 2024年 犬塚しおり、纐纈琴巴（10月入社・高知放送から移籍）、林さくら（秋田放送から移籍）
- 2025年 國生千代（2022年 - 2024年4月、NHK札幌放送局・NHK大阪放送局の契約キャスターやフリーアナウンサーを経て入社、2024年4月退社後、2025年4月再入社）

### 過去
冒頭の年号は入社年、（）内はアナウンス職であった期間。●は故人。

#### 男性
- 1958年 
  - 下山順一※●（ - 1966年、NHKから移籍、2014年10月に死去）
- 1961年
  - 首藤満※（近畿東海放送から移籍、1981年までアナウンス部長を歴任）
- 1963年 
  - 吉村功（ - 2001年定年退職、定年後も東海テレビプロダクションに移籍して2004年まで在籍）
- 1964年
  - 新田紀典[32]
  - 芳川猛（東海テレビプロダクション相談役を経て、現在は中部大学教育研究センター客員教授）
- 1965年
  - 小野俊和（後に報道局、スポーツ局、東京支社ドラマ演出担当を歴任）
- 1973年 
  - 坪内正恭（ - 1981年、制作局、報道局、事業局プロデュ―サーなどを経て2015年定年退職、現在は東海テレビ報道部ラジオデスク）
- 1976年 
  - 高井一※（ - 2023年12月、定年後も在籍。現在フリーアナウンサー、ラジオDJ）
- 1978年 
  - 磯野正典（経営企画局次長などを経て2011年に退社し、金城学院大学教授）
- 1981年 
  - 阿武野勝彦（ - 1989年、岐阜支局の記者、営業局、報道局長などを経て報道スポーツ局専門局長、現在は社会派ドキュメンタリーのプロデューサー）
  - 中山恵充
- 1983年 
  - 宗宮修一（WOWOWへの移籍後に編成局著作権考査部、放送番組審議会事務局、新聞用語懇談会・放送分科会委員を歴任）
- 1986年 
  - 植木圭一※（ - 2003年、2007年7月 - 2010年6月。2021年より福祉文化事業団）
- 1990年 
  - 森脇淳（ - 2023年6月、東海テレビのスポーツアナウンサーから初めて、2022年に『東海ラジオ　ガッツナイター』の中日ホームゲーム中継でベンチリポートと実況を担当した。2023年7月に、アナウンス部の副部長からスポーツ局長へ異動）
- 1991年
  - 中村昌秀※（アナウンス部長→社長室CSR推進部専任プロデューサーに異動後の2024年4月より地元群馬県のメディア連携推進主監に転身[33]）
- 1995年
  - 岡田考平（報道部）
- 2004年
  - 武井正晴（ - 2010年6月、報道部）
- 2007年
  - 杉山真一（ - 2023年、2018年3月 - 2021年6月は報道部に在籍）
- 2011年
  - 長島弘樹（ - 2019年6月、2023年1月から2025年3月まで地元局の富山テレビ放送アナウンサー）
- 2018年 
  - 前田輝（ - 2023年8月）

#### 女性
- 1988年 
  - 大鳥居美也子（ - 1998年、中部日本放送の元アナウンサー現在報道局記者の大園康志と結婚。現在は事業部）
  - 庄野聖美（ - 1991年[34]）
- 1989年 
  - 稲葉寿美（ - 2006年、報道部記者を経て2007年退社、フリーに転向）
- 1991年 
  - 緒方智美（ - 1997年、東京俳優生活協同組合所属の声優）
  - 近藤実穂（ - 1997年3月）
- 1992年 
  - 藤井稔子（ - 1997年3月）
- 1993年 
  - 市川旨保 （ - 1997年3月）
  - 遠藤尚子
  - 川辺多賀子
- 1995年 
  - 菊池恵子（営業部）
- 1997年 
  - 今井由実子（ - 2007年）
  - 宮沢桃子（ - 2022年3月）
- 1998年 
  - 石田直佳（ - 2000年、気象予報士）
- 1999年 
  - 朝山くみ（ - 2004年、昭和プロダクションに所属し、NHK大阪放送局キャスター・リポーター）
  - 田島典子（ - 2004年、退社後アメリカへ留学）
- 2001年 
  - 吉井歌奈子（ - 2006年、三桂所属）
- 2002年 
  - 清水美紀（ - 2010年）
  - 武藤祐子（ - 2008年）
- 2004年 
  - 勅使河原由佳子（ - 2022年11月）
- 2005年 
  - 三浦茉莉（ - 2009年、元セント・フォースに所属、現在は舞夢プロ）
- 2007年 
  - 藤本晶子（ - 2023年、札幌テレビ放送から移籍）
- 2008年 
  - 成嶋早穂（ - 2010年、セント・フォースに所属。退社後にメジャーリーガーの前田健太と結婚）
- 2010年 
  - 清水亜里沙（ - 2019年3月、ジョイスタッフに所属）
  - 関根和歌香（ - 2015年3月、元NHK山形放送局。退社後は、オイシックス新潟アルビレックス・ベースボール・クラブ投手の三上朋也と結婚する一方でフリーアナウンサーとして活動）
- 2011年 
  - 武裕美（ - 2015年6月、圭三プロダクションに所属）
- 2013年 
  - 本仮屋リイナ（ - 2016年12月、アミューズに所属）
- 2014年 
  - 神谷美寿々（ - 2016年3月、2017年1月 - 2019年3月まで福島テレビアナウンサー）
- 2015年 
  - 磯部恵美（ - 2016年3月）
- 2016年 
  - 宮武紗里（ - 2020年12月）
  - 森夏美（ - 2024年9月）
- 2020年 
  - 吉村真理子（中京テレビ放送から移籍）（アナウンサーとしては2023年11月 - 2025年3月）
- 大谷麻由美（『イブニングニュース600』の初代女性キャスター）
- 岡山玲子（フリー（一時、テレビ東京専属）に転向後、1998年に結婚し引退）
- 御藤博子（退社後はテレビ東京のスポーツキャスターを経てQVCのナビゲーター）
- 田中秀佳
- 成宮裕子（現在はチアリーダー）
- 三股こずえ（ディレクターを経て退社）

#### 契約
- 1998年 
  - 早川敦子（ - 1999年、元テレビ静岡アナウンサー、現在はタレントオフィスともだち所属[35]）
  - 渡辺由実（圭三プロダクション所属）
- 2000年 
  - 鬼頭あゆみ（ - 2002年、かつてはセント・フォース、現在はホリプロ所属）
- 2006年 
  - 原響子（ - 2007年、かつては圭三プロダクションに所属）

## アナウンサー以外の著名な社員
- 笠松茂（体操選手）

当初は一般職。のちに東海テレビが運営するクラブチーム「東海テレビレッツ体操クラブ（現・笠松体操クラブ）」に所属

## キャッチフレーズ
現代を見つめる眼（1960年代後半 - 1970年代）
現在まで使われ続けている「1マーク」（緑と赤のカラーリングに青丸に白抜きでローマン体による『1』のロゴマークで、人間の目をイメージしている）が制定された当初から長年にわたって使われてきた。
'90進化論 アソンデルタール人（1990年）
1990年代に入ったのを機に採用したキャッチフレーズで、その最初の1年間だけ使用された。
イチバン☆見つけた!（1993年）
開局35周年を迎えたのを機に採用したキャッチフレーズ。
歌え、東海テレビ　このキャッチフレーズから「やっぱいちバン!」開始まではフジテレビとほぼ同じ。
やっぱイチバン! 東海テレビ（1997年 - 2007年）
アナログ放送・デジタル放送両方でチャンネルが「1番」であることと、全ての放送局において「1番」であると自負していることの二つの意味を掛け合わせたもの。フジテレビが「お台場チャンネル　フジテレビ」になったためフジテレビと同じものが使えなくなった。
わんだほ（2008年 - 2012年）
ワンダフル (Wonderful) の母語話者の発音を聞き取った時の音から採っており、チャンネル番号の「1」 (one) と掛けている。「テレビを通じたワンダフルを提供したい」という意味が込められている。
つたえる つなぐ（開局50周年限定キャッチコピー。2008年 - 2009年）
人と人とのつながりが希薄になっている現代に、テレビにしかできない「人と人とのつながりの大切さ」を未来につなげるという意味。
いまだから 東海テレビ!（2010年 - 2011年）
東海テレビ主義る宣言（2011年4月 - 2011年8月）
キャッチコピーは「○○過ぎる」と「主義」を掛けており、番組によって「面白主義る（面白過ぎる）」や「家族で見主義る（家族で見過ぎる）」といったコピーに変わる。しかし、後述の「セシウムさん騒動」の発端となった番組内で「夏休みプレゼント主義る祭り」という名称を使っていたこともあってか即座に使用が停止され、2013年になるまで制定を見送った。
スイッチ! 東海テレビ（2013年 - 2016年）
同年4月開始の情報番組『スイッチ!』から使用している。
LIVEにスイッチ! 東海テレビ（2016年 - 2017年）
早朝から夕方にかけて生放送が続いていることを強調している。
ふるさとイチバン! 東海テレビ（2018年 - ）
開局60周年を機に採用。地域密着と1チャンネルを掛けている。

## マスコットキャラクター
- ヤッパくん（1997年（平成9年） - 2007年（平成19年）12月）&モットくん
  - 上記のキャッチフレーズと共に登場するアニメキャラクターで、頭がコーンヘッズのように尖った黄色い全身タイツを着ている。2人は兄弟で、ヤッパくんが兄、モットくんが弟。2人ともまだ年端も行かない子供の姿をしている。「ヤッパ星」からやってきたという設定で、ヤッパ星では東海テレビがよく見られているらしい（直接受信か衛星経由かは不明）。
  - 兄・ヤッパくんは、東海テレビ開局40周年記念のマスコットキャラクターとして1997年（平成9年）に誕生。名古屋の民放テレビ局では最初に作り出されたキャラクターだった。ヤッパくんの声は東海テレビアナウンサー（当時）・今井由実子が担当。主にアニメ再放送枠で不定期ではあるが、ヤッパくんとモットくんが歯を磨く絵の数秒程度の静止画CMが放送されることもあった。番組宣伝用に放送されるミニ番組や、東海テレビ主催のイベント（愛知駅伝など）においては着ぐるみにもなって登場した。10年間東海テレビのキャラクターとして活躍したヤッパくんは、2007年（平成19年）末を以てその役目を終え故郷に帰っていった（2007年12月20日、中日スポーツより一部参考&引用）。
- わんだほ（2008年（平成20年）1月 - 2017年（平成29年）12月）
  - 東海テレビが開局50周年を迎えるにあたり、ヤッパくん&モットくんの後任として誕生した新キャラクター。2008年（平成20年）1月1日に東海テレビ内で発見された不思議な生き物。特徴はモコモコとした全身と、必要な時に生える手足。東海テレビのチャンネル番号「1」を原形とし、様々な形に変化する。「だほ。だほ。」と、かなり低い声で鳴き、最初に覚えた言葉は「わんだほ」。
  - 社内外の女性を中心としたメンバーにより立案されたキャラクターで、名前には東海テレビのチャンネル番号「1」と「ちょっとしたワンダフルをお届けしたい」という意味が込められている。姿形は雲をイメージして造形されており、その真っ白な体には「何色にも染まらず原点に返る」というメッセージが込められている。一つの固定観念に囚われることなく、多様な個性を取り入れた番組制作をするという意思を表現している（2007年12月20日、中日スポーツより参考&引用）。
  - 東海テレビが放送する中日ドラゴンズの主管試合において、中日の選手がホームランを打つか、ヒーローインタビューを受ける際に、わんだほを持ったドアラ人形がプレゼントされる。
  - 2017年（平成29年）12月末をもって引退。
- イッチー（2018年（平成30年）1月 - ）
  - 東海テレビが開局60周年を迎える2018年（平成30年）1月1日から登場[36]。
  - 「東海地方のお花畑からやってきた妖精」で、年齢、性別は不詳。黄色のクマのような見た目で、青く太いまゆ毛と「1」を模したしっぽ、「1」と描かれた肉球が特徴。日本語をしゃべるといううわさだが、会話力は未知数[36]。
  - 体の黄色は「広大な土地」「森」「草原に咲くひまわり」を、目やまゆ毛などの青は「澄み渡る空」「広がる海」「清らかな川」をイメージ。名前は東海テレビのチャンネル番号「1」を意味しているほか、「60周年を迎え、原点に返り新たな一歩を踏み出す意思」「視聴者第一に徹し、ひとつずつ着実に」という思いが込められている[36]。

## イベント
恒例となりつつあるイベントや特色あるイベントを挙げる。テレビ単営局ながら、年間を通じて何かしらのイベントを行っている。
- ◇=中日新聞社が関連
- △=東海ラジオが関連
- 東海テレビ杯金鯱賞（1974年〈昭和49年〉から1996年〈平成8年〉、2025年〈令和7年〉から）- 日本中央競馬会（JRA）に社杯を寄贈し、中京競馬場[注 25]にて施行されている重賞競走。1997年〈平成9年〉から2024年〈令和6年〉までは、その当時の日本中央競馬会のダート競走で唯一のG2競走であった東海ステークスに優勝杯を提供していた【但し2012年〈平成24年〉は東海ステークスに代わり、プロキオンステークスに優勝杯を提供している】。
- 名古屋ウィメンズマラソン（毎年3月）◇△
- 名古屋モーターショー（2年に1度開催）◇△ - 中部経済新聞社、テレビ愛知（TXNネットワーク）も主催に関わっている。ポスター等に記載される主催者名においては東海テレビは最後に名を連ねている。
- 劇団四季（名古屋開催時に主催）◇
- 東海クラシック〔住友生命（女性） / 興和（男性）△〕◇
- コンサート - 演歌歌手の主催・後援は稀となっている。
- 自社制作番組関連イベント - オアシス21、久屋大通などで開催。
- ボリショイサーカスなどのサーカス◇△ - 催される事業によっては、CBCも名を連ねることがある（例：2010年（平成22年）開催の木下サーカス）。
- 名古屋城宵まつり◇△
- ナゴヤオクトーバーフェスト（2011年（平成23年）から久屋大通で実施）◇△
- 黒川東中日ハウジングセンター - 他の中日ハウジングセンターも関わっているが、黒川東は中日・東海ラジオの3社が共同運営している。
- スイーツコレクション in NAGOYA◇△ - 2010年（平成22年）3月27日から同年4月4日まで吹上ホールで開催されたイベント。東海地方でこのようなイベントが開催されたのは初である。なお第1回のポスターには、お菓子で出来た金鯱と「どえりゃあ おかし〜」の文字が登場した。

## 関連企業
- 東海放送会館
- 東海テレビフラワーセンター
- アートパーク東海駐車場
- テレピア（東桜1丁目14番25号）
  - テレピア内に支局を設置している放送事業者
    - フジテレビジョン名古屋支社
    - 関西テレビ放送名古屋支局
    - 石川テレビ放送名古屋支社
    - テレビ静岡名古屋支社
    - 富山テレビ放送名古屋支社
    - 長野放送名古屋支局
    - 福井テレビジョン放送名古屋支社
    - ニッポン放送名古屋支局
    - 文化放送名古屋支局
    - 三重テレビ放送名古屋支社
- 東海テレビ事業
- ユニモール
- 東海パック
- 東海東映ビデオ販売
- 東海テレビプロダクション
- 東海ラジオ放送

## 不祥事・放送事故
- 『ぴーかんテレビ』放送事故（セシウムさん事件）
- 『幸せの時間』性表現問題
- 2014年（平成26年）10月28日の22時41分59秒から22時52分51秒までの10分52秒間、関西テレビから送出された同局制作のドラマ『素敵な選TAXI・第3話』を放送中、画面が暗転して真っ黒になり、約11分間放送が中断する放送事故が起こった。東海テレビ総務部は「回線トラブルで番組の放送ができなくなった」と説明した。同日23時30分からの『ニュースJAPAN』の放送中に「『東海テレビからおわび』（改行）視聴者の皆様にご迷惑おかけしたことをおわび申し上げます」と記したテロップが表記され、同番組内のローカルニュース枠で「視聴者の皆様へのおわび」と題した謝罪放送を行った。この日の東海テレビのホームページには放送事故発生以降アクセスが殺到し、繋がらない状態が続いた[37]。なお、『素敵な選TAXI・第3話』は11月1日の12時30分から東海テレビで再放送された。
- 2018年（平成30年）1月8日の7時58分02秒から8時03分42秒までの5分40秒間、フジテレビから送出された『めざましテレビ』及び『情報プレゼンター とくダネ!』の放送が中断する放送事故が起こった。『めざましテレビ』は、コーナーの一つ『めざましじゃんけん』（第4回戦）のデータ放送での参加ができない者が多数発生した[38]。
- 2023年（令和5年）11月25日、名古屋市中区で起きた死体遺棄事件を報じた際に逮捕された容疑者として本放送局制作の東海地方向けローカルニュースやフジテレビ制作の全国向けニュースにて使用・放映した顔写真が事件とは無関係の別人だったとして、謝罪した[39][40]。写真を使用された本人からの指摘があり発覚した[40][41]。

## 映画
東海テレビでは、東海3県を中心としたさまざまな社会問題にメスを入れたドキュメンタリーをテレビ番組として放送後、記録映画として全国で上映会を開催しており、これら「東海テレビドキュメンタリー劇場」と呼ばれる作品群は阿武野勝彦がプロデュースしている。2018年（平成30年）、菊池寛賞を受賞した。
阿武野プロデューサーの方針により、映像ソフト化・オンライン配信されていない。

### 製作年表
- 2010年（平成22年） - 平成ジレンマ、青空どろぼう
- 2012年（平成24年） - 死刑弁護人、長良川ド根性、約束 名張毒ぶどう酒事件・死刑囚の生涯
- 2013年（平成25年） - ホームレス理事長・退学球児再生計画
- 2014年（平成26年） - 神宮希林（主演:樹木希林）
- 2015年（平成27年） - ヤクザと憲法、ふたりの死刑囚
- 2016年（平成28年） - 人生フルーツ
- 2018年（平成30年） - 眠る村
- 2019年（平成31年/令和元年） - さよならテレビ、樹木希林の天国からコンニチワ（主演:内田也哉子、ナレーション:鈴木敏夫）
- 2020年（令和2年） - おかえり ただいま（名古屋闇サイト殺人事件。再現ドラマ主演:佐津川愛美、斉藤由貴）
- 2021年（令和3年） - 大名古屋狂詩曲 総理をねらう男と、民主主義（主演:河村たかし=名古屋市長）
- 2023年（令和5年） - チョコレートな人々